# Nancy Kato
Nancy Kato (São Paulo, São Paulo, 1969) é animadora brasileira que atualmente trabalha no estúdio de animação Pixar. Nasceu e cresceu em São Paulo, Brasil, onde se formou em Arquitetura e Urbanismo pela USP em 1987, seguindo os passos de seu pai. Logo se interessou pelo emergente mundo das artes e animações digitais e concorreu a uma bolsa de estudos do governo brasileiro para fazer mestrado em belas artes em Arte Computacional na Escola de Artes Visuais de Nova York (School of Visual Arts New York City) em 1989. Após se graduar em 1991, se mudou para Los Angeles para trabalhar no estúdio Rhythm and Hues de efeitos visuais, onde sua posição foi de animadora para supervisora de animação. Nos anos seguintes, Nancy trabalhou no ganhador do Oscar Babe, os ursos polares da propaganda da Coca-Cola, filmes como O Ratinho Encrenqueiro, Waterworld, A Espera de Um Milagre, entre outros.
Em 1999, Nancy começou a trabalhar na Pixar em Emerville, CA, em Toy Story 2 e desde então é uma animadora ganhadora de Oscar para a Pixar. Agora ela participou de 12 filmes dos 14 que a Pixar já fez. Em 2007 Nancy foi honrada com o prêmio Visual Effects Society pelo seu trabalho na animação de personagens em Carros.

## Biografia
Nancy Kato nasceu e morou no bairro de Moema na cidade de São Paulo, estudou no Colégio Palmares, na zona-oeste da cidade. Seguindo os passos de seu pai,  graduou-se em Arquitetura e Urbanismo pela FAU-USP em 1987, se interessando logo pela computação gráfica. Em 1989 conseguiu uma bolsa para fazer mestrado em Arte Computacional na Escola de Artes Visuais de Nova York, se graduando em 1991 e indo para Los Angeles para trabalhar em estúdios de efeitos visuais, Rhythm and Hues onde ficou por 8 anos. Lá foi de animadora à supervisora de animação. Em 1999 foi contratada como animadora freelancer pela Pixar para integrar a equipe de produção de Toy Story 2.
Após o término do longa, ela foi desligada, mas logo voltou a ser contratada para participar de Monstros S.A. e desde então participou de todos os filmes lançados pelo estúdio.

## Rhythm and Hues
Logo após se formar pela Escola de Artes Visuais de Nova York, Nancy se mudou para Los Angeles onde trabalhou nos efeitos especiais do filme Waterworld e em Babe da qual foi ganhador do Oscar de efeitos especiais. Nancy ainda participou dos efeitos especiais no filme A Espera de Um Milagre.

## Pixar
Nancy ingressou em 1999 no estúdio como animadora freelancer em Toy Story 2, participando de todos os filmes desde então. Em Universidade Monstros, Nancy foi responsável pelo personagem Mike Wazowski, assinando 2.744 quadros, o equivalente a 115 segundos (1m 55s) de animação. Além desses, destaca-se seu trabalho em Valente, responsável pela movimentação da Mérida  e Carros, este último o qual recebeu o prêmio Visual Effects Society pelo personagem Mate.
Nancy tem uma rotina de 10 horas de trabalho no estúdio e tem a ocupação de "character animation", responsável pela movimentação dos personagens. Porém quando não está em um projeto, ela ministra aulas online de animação na própria Pixar.

## Filmografia[7]

### Animação
- Abracadabra
- Kazaam
- Toy Story 2
- Hubert's brain
- Monstros s. a.
- Procurando Nemo
- Exploring the Reef
- Os Incríveis
- Mate e a Luz do Além
- Ratatouille
- WALL·E
- Up - Altas Aventuras
- Toy Story 3
- Valente
- Universidade Monstros
- Toy Story de Terror
- Procurando Dory[1]

### Efeitos Visuais
- Babe - Surpervisora de Animação
- O Ratinho Encrenqueiro - Animadora principal 3D
- A Espera de Um Milagre - Animadora (Rhythm and Hues)
- Waterworld - Animadora

### Outros
- Play by Play - (IMDB acessado 10/03/2018) Artista/ Assistente de Casting
- Calendar Confloption - (IMDB acessado em 10/03/2018) Assistente de Direção de Arte